# Virtus Francavilla Calcio
La Virtus Francavilla Calcio S.r.l., meglio nota come Virtus Francavilla , è una società calcistica italiana con sede nella città di Francavilla Fontana. Milita in Serie D, la quarta divisione del campionato italiano.

## Storia
L'Unione Sportiva Dilettantistica Virtus Francavilla Calcio nasce nel 2014 dalla fusione delle due società calcistiche cittadine, la G.S.D. Virtus Francavilla (nata nel 2011 e voluta fortemente dal presidente Antonio Magrì) e l'A.S.D. Francavilla Calcio (storica società fondata nel 1946), entrambe militanti, nella stagione 2013-2014, nel campionato di Eccellenza Pugliese.
Il Francavilla Calcio milita per 40 anni in campionati di livello regionale (anche se per diversi anni di V livello nazionale) fino al 1986, quando, sotto la presidenza di Giuseppe Ruggiero, centra la promozione nel Campionato Interregionale. Retrocesso nel 1991, il club disputa quattro stagioni in Eccellenza, per poi retrocedere in Promozione, fino alla mancata iscrizione e poi al fallimento del 1996.
A seguito di nuova costituzione societaria, sotto la guida del presidente Domenico Distante, la squadra riesce a risalire fino al massimo livello dilettantistico con la promozione in Serie D del 2008. Dopo due stagioni retrocede in Eccellenza, ma riesce a disputare una terza stagione in Serie D grazie al ripescaggio, per poi retrocedere nuovamente l'anno successivo. Alla fine dell'annata 2011-2012 il Francavilla Calcio retrocede in Promozione, dove raggiunge la neopromossa Virtus Francavilla del presidente Magrì. Al termine della stagione 2012-2013 entrambe le squadre francavillesi sono ripescate in Eccellenza per completamento degli organici. Alla fine della stagione successiva si concretizza la fusione tra le due società.
Al termine della stagione 2014-2015 la Virtus Francavilla consegue la promozione in Serie D, facendovi così ritorno dopo la retrocessione del Francavilla Calcio, giunta al termine della stagione 2010-2011. Nella stessa stagione la squadra vince la Coppa Italia Dilettanti, fregiandosi così di un titolo di livello nazionale, dopo aver già vinto la Coppa Italia Dilettanti Puglia. La Virtus Francavilla realizza così uno storico triplete per la categoria. A suggello di un'ottima annata, nella stagione 2015-2016, classificandosi al primo posto nel girone H di Serie D, la Virtus Francavilla allenata da Antonio Calabro guadagna la promozione in Lega Pro, approdando per la prima volta nella propria storia nel calcio professionistico. La provincia di Brindisi viene dunque rappresentata in tale categoria, a oltre venticinque anni dall'ultima apparizione del Brindisi nella terza serie nazionale. Nella stagione 2016-2017 la Virtus Francavilla chiude il campionato di Lega Pro girone C al quinto posto e quindi con il diritto alla partecipazione alla prima fase dei play-off, dove raggiunge gli ottavi di finale. Passata al tecnico Gaetano D'Agostino, nel 2017-2018 la squadra ottiene per il secondo anno consecutivo la qualificazione ai play-off per la promozione in Serie B, terminando il campionato al nono posto. Seguiranno il sesto posto del 2018-2019, con una nuova partecipazione agli spareggi per la promozione in cadetteria, e il nono posto del 2019-2020, che dà diritto a una nuova partecipazione ai play-off. Nella stagione 2020-2021 ottiene solo un 15º posto che le consente comunque di ottenere la permanenza nella categoria. Nella stagione 2021-2022 la squadra viene allenata da Roberto Taurino, ex giocatore della medesima società, perno fondamentale della rosa dello storico triplete della stagione 2014-2015. La squadra ha disputato un'ottima stagione riportando ottimi risultati (spicca la vittoria in casa, contro il Bari, per 3-0) che hanno permesso alla società brindisina di terminare la stagione al sesto posto nel girone e di partecipare ai play-off (eliminata al secondo turno). Al termine della stagione Taurino lascia la società e alla guida dei biancazzurri viene richiamato Antonio Calabro, che porta la squadra a una tranquilla salvezza, a un punto dai play-off. La stagione seguente si rivela complicata per la Virtus Francavilla che retrocede dopo 8 anni in Serie D dopo aver perso il play-out contro il Monopoli.

## Divise
| 2015-16 | 2016-17 | 2017-18 | 2018-19 | 2019-20 | 2020-21 | 2021-22 | 2022-23 | 2022-23 |

## Strutture

### Stadio
La Virtus Francavilla gioca le partite casalinghe alla Nuovarredo Arena. L'impianto, capace di contenere 2 500 spettatori distribuiti su due tribune, ha il terreno di gioco in erba sintetica. Nell'estate del 2021 è stata realizzata una curva da 1.500 posti. Aumento della capienza degli spettatori all'interno dell'impianto sportivo, che dagli attuali 2.000 circa posti a sedere, è stata ampliata fino a 3.500 circa posti a sedere.
Nelle stagioni 2017-2018 e 2018-2019 la Virtus ha disputato le proprie gare casalinghe presso lo stadio Franco Fanuzzi di Brindisi, impianto dotato di terreno di gioco in erba naturale e avente una capienza di 7 600 posti. La decisione è stata assunta in attesa del completamento dei lavori di ristrutturazione che vedono interessati l'interno e l'esterno dell'impianto francavillese. I lavori sono terminati nel giugno 2019 permettendo così al club biancazzurro di tornare a giocarci per la stagione 2019-2020.

## Società

### Organigramma societario
Di seguito è riportato l'organigramma societario del club.
- Antonio Magrì - Presidente onorario
- Antonio Donatiello - Vicepresidente
- Giuseppe Sardiello - Amministratore unico
- Gianluigi Ancona - Responsabile Marketing
- Francesco La Corte - Team manager prima squadra
- Rocco Gaetani - Segretario generale
- Fabiano Iaia - Responsabile ufficio stampa e comunicazione
- Gilberto Niccoli - Responsabile del settore giovanile
- Vittorio Orlando - Segretario del settore giovanile
- Cosimo Cinieri - Supporter Liaison Officer (SLO)
- Mauro De Tommaso - Responsabile magazziniere
- Leonardo Carofiglio - Magazziniere

## Allenatori e presidenti
Di seguito la cronologia parziale degli allenatori e dei presidenti.
| Allenatori - 1946-1974 - 1974-1976 Raffaele Pierini - 1980 Raffaele Pierini - 1981-1982 Cataldo Rodio - 1982-1983 Mario Spluga - 1983 Enrico Bastiani - 1983-1984 Raffaele Pierini - 1984-1985 Ferdinando Di Stefano - 1985-1986 Alfredo Ciannameo - 1986-1987 Antonio La Palma - 1987-1988 Franco Gagliardi - 1988-1989 Domenico Lamia Caputo - 1989 Gianfranco Degli Schiavi - 1989-1990 Giovanni Improta - 1990-1991 Giuseppe Placella - 1991-1993 Gianfranco Degli Schiavi - 1993-1994 Salvatore Giaquinto - 1994-1995 Mimmo Recchia - 1999-2001 Salvatore Chionna - 2001 Vincenzo Pizzonia - 2001-2002 Rocco De Virgilio - 2002-2003 Antonio Ciraci - 2003-2005 Diego Favonio - 2005 Maurizio Raggi - 2006 Cosimo Montanaro - 2006-2007 Nicola Ragno - 2007-2009 Cosimo Francioso - 2009 Luigi De Rosa - 2009-2010 Cosimo Francioso - 2010 Luigi De Rosa - 2010-2011 Pasquale Logarzo - 2011 Angelo Carrano - 2011 Claudio Pirone - 2011 Angelo Saponaro - 2011-2012 Diego Favonio - 2012-2014 Pietro Calabrese - 2014 Vincenzo Carbonella - 2014-2017 Antonio Calabro - 2017-2018 Gaetano D'Agostino - 2018 Nunzio Zavettieri - 2018-2021 Bruno Trocini - 2021 Alberto Colombo - 2021-2022 Roberto Taurino - 2022-2023 Antonio Calabro - 2023-2024 Alberto Villa - 2024-2025 Ciro Ginestra (1 lug.-22 dic.) - 2025 Antonio Rogazzo (26 dic.-17 feb.) - 2025-in carica Tommaso Coletti (19 feb.) | Presidenti - 1946-... ... - 1974-1976 Pietro Salinaro - 1981-1983 Antonio Ammaturo - ... Vito Lombardi - ... Domenico Distante - 1984-1988 Giuseppe Ruggiero - ...-1989 Arcangelo Di Coste - 1989-... Vincenzo Galiano - ...-1993 Angelo Serafino - 1994 Euprepio Curto - 1994-... Franco Laneve - ... Francesco Milone - ... Domenico Distante - ...-2014 Antonio Donatiello - 2014- Antonio Magrì |

## Palmarès

### Competizioni nazionali
- Coppa Italia Dilettanti: 1

2014-2015

### Competizioni interregionali
- Serie D: 1

2015-2016 (girone H)

### Competizioni regionali
- Eccellenza: 2

2007-2008, 2014-2015
- Promozione: 1

1985-1986
- Coppa Italia Dilettanti Puglia: 4

2002-2003, 2006-2007, 2007-2008, 2014-2015

## Statistiche e record

### Partecipazione ai campionati nazionali
| Livello | Categoria                 | Partecipazioni | Debutto   | Ultima stagione | Totale |
| ------- | ------------------------- | -------------- | --------- | --------------- | ------ |
| 3º      | Lega Pro                  | 1              | 2016-2017 | 2016-2017       | 8      |
| 3º      | Serie C                   | 7              | 2017-2018 | 2023-2024       | 8      |
| 4º      | Serie D                   | 3              | 2015-2016 | 2025-2026       | 3      |
| 5º      | Campionato Interregionale | 5              | 1986-1987 | 1990-1991       | 8      |
| 5º      | Serie D                   | 3              | 2008-2009 | 2010-2011       | 8      |

### Partecipazione ai campionati regionali
| Livello | Categoria       | Partecipazioni | Debutto   | Ultima stagione | Totale |
| ------- | --------------- | -------------- | --------- | --------------- | ------ |
| I       | Prima Divisione | 2              | 1950-1951 | 1951-1952       | 39     |
| I       | Promozione      | 16             | 1952-1953 | 1985-1986       | 39     |
| I       | Prima Categoria | 8              | 1960-1961 | 1969-1970       | 39     |
| I       | Eccellenza      | 13             | 1991-1992 | 2014-2015       | 39     |
| II      | Promozione      | 3              | 1995-1996 | 2012-2013       | 3      |

## Tifoseria

### Storia
La storica tifoseria organizzata bianca azzurra è nominata anche come ultrà villa 1946. Al seguito della squadra in casa e in trasferta i gruppi ultras sono: commando ultrà 1998 storico gruppo dei supporters Francavillesi sciolto. I gruppi  principali sono: Gruppo Alcolico, Gruppo Autonomo, Vecchie Maniere, Gruppo Storico e Gruppo Curva Sud.

### Gemellaggi e rivalità
La tifoseria francavillese non presenta alcun gemellaggio ufficiale,  intrattiene stretti contatti di amicizia con le tifoserie di  Taranto e Bisceglie. Rispetto reciproco con le tifoserie di Andria shalke 04 e Fasano.   
La rivalità più accesa è con quella del Siracusa.
Rivalità sviluppatasi nel 2016 in seguito a una gara della poule scudetto di Serie D svoltasi in terra pugliese. Qui alcuni sostenitori aretusei al termine della partita entrarono in campo per chiedere le maglie ai propri giocatori, ma qualche parola di troppo nei confronti della tifoseria locale portò a degli scontri. La tifoseria di casa non accettando tale situazione entrò in contatto con quella della squadra ospite per poi proseguire gli scontri fuori dallo stadio. Episodio che comportò il daspo per 13 tifosi del Francavilla. Rapporti tesi anche con brindisini e giuglianesi.
Nel febbraio del 2023 in un incontro di Serie C tra Virtus Francavilla e Giugliano, questi ultimi presenziarono sugli spalti della Nuovarredo Arena insieme a un gruppo di brindisini, creando un clima teso con i tifosi di casa. Clima che sfoció in violenti scontri durante e dopo la partita causando diverse daspo per i supporters di casa. Un'altra rivalità degna di nota è con la tifoseria del Martina, dove ci furono circa 10 diffide per i supporters francavillesi.
Altre rivalità degne di nota vi sono con le tifoserie di Nardò e Monopoli. Rivalità minori: Ostuni, Manduria, Potenza e Casarano.